# HD 148688
HD 148688，又名CD-4110695，SAO 226855、HR 6142，是一颗恒星，视星等为5.33，位于銀經340.72，銀緯4.35，其B1900.0坐标为赤經16h 24m 44.7s，赤緯-41° 4.35′ 0″。